# Metro van Xi'an
De Metro van Xi'an is een metrosysteem in de Chinese stad Xi'an. Het plan voor de metro komt uit de jaren tachtig, op 29 september 2006 is men begonnen met de bouw van lijn 2 en op 16 september 2011 werd deze lijn geopend. Lijn 1 opende op 15 september 2013, lijn 3 op 8 november 2016 en lijn 4 op 26 december 2018. In 2025 zijn er twaalf lijnen die in totaal 427,9 km lang zijn. Ze verbinden het centrum en de buitenwijken met elkaar, naast twee lijnen die ook het naburige Xianyang ontsluiten. De gemeente van Xi'an is de eigenaar en uitvoerder van de metro.
In 2024 maakten over heel het jaar 1,381 miljard passagiers gebruik van het metronet. In 2024 was er een gemiddeld dagelijks gebruik van 3,78 miljoen personen. De piekdag (peildatum 08/2025) was op 31 december 2024 toen 5,53 miljoen passagiers op een dag de metro benut hebben.